# Serra da Capelada

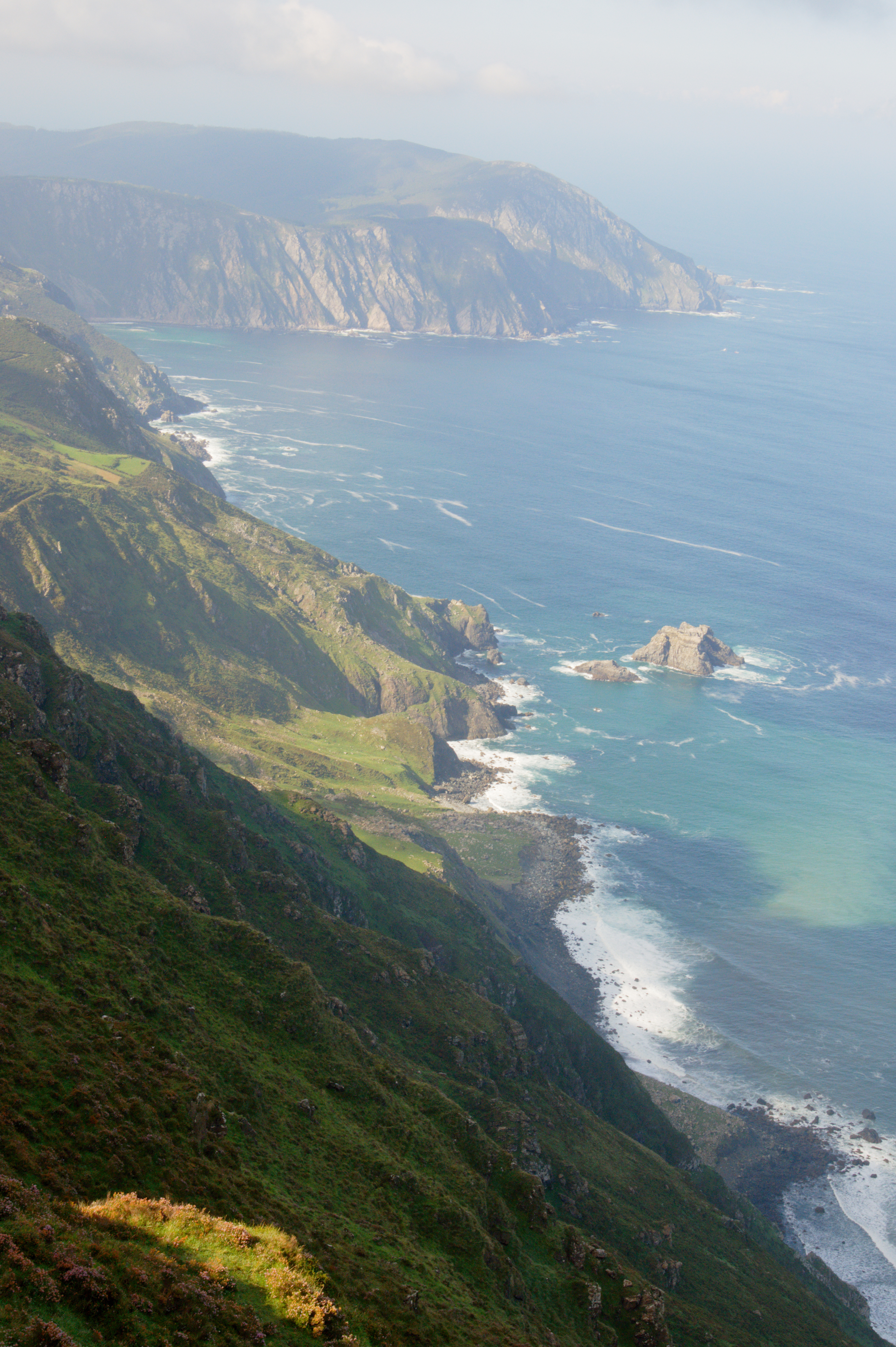
Steilküste westlich der Garita de Herbeira

Die Serra da Capelada ist eine Gebirgskette im Norden Galiciens.

## Geografie

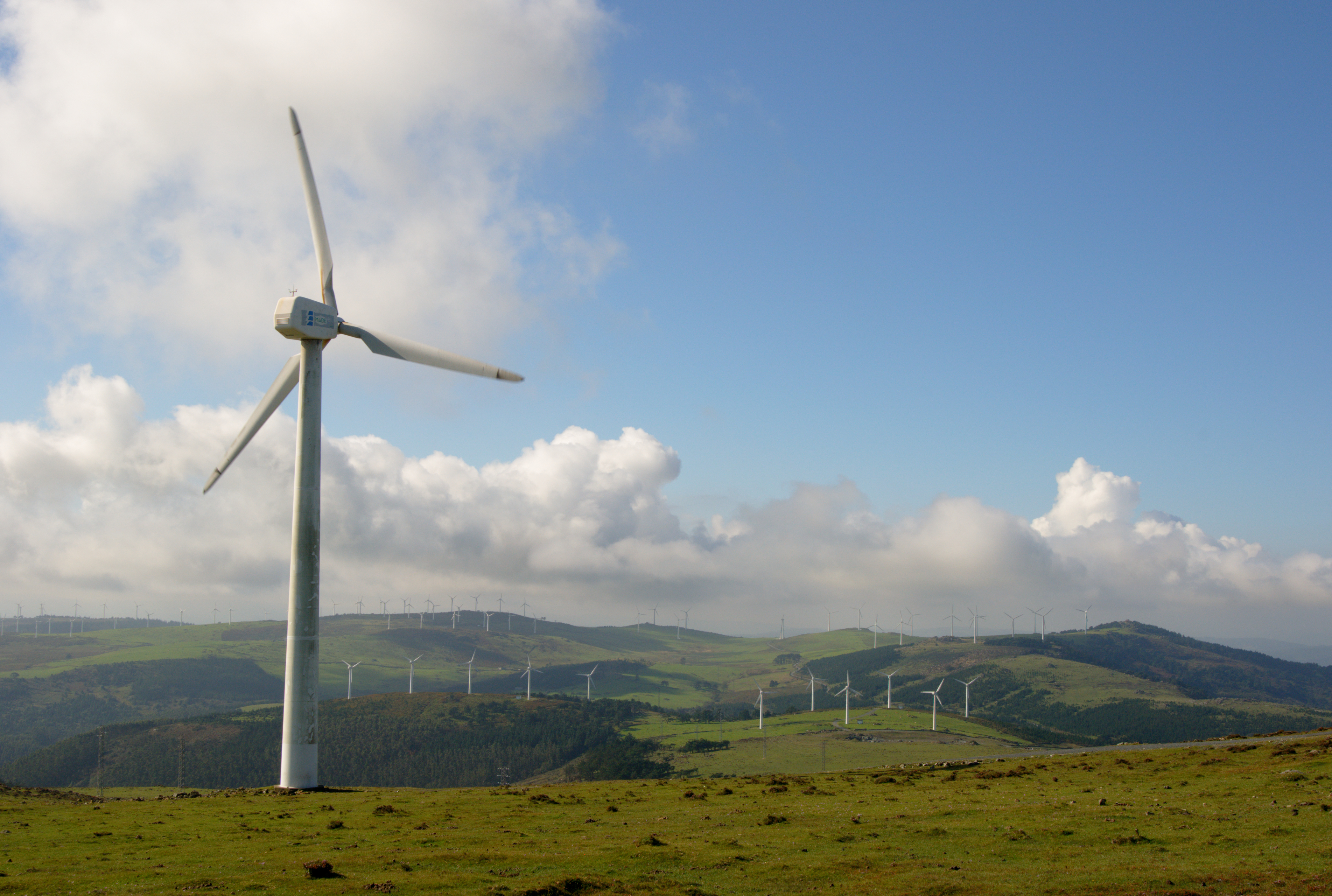
Hochfläche

Die Capelada erstreckt sich über eine Länge von rund 20 km von der Punta Sarridal oberhalb von Cedeira in nordöstlicher Richtung bis zum Cabo Ortegal bei Cariño. Ihre Nordwestflanke bildet den höchsten Teil der Nordküste Galiciens. Der höchste Punkt ist die Garita de Herbeira mit 620 m ü. M.
Zum Meer hin fällt das Gebirge in einer Steilküste ab. Das Litoral besteht aus  schroffen Felsen,  nur stellenweise unterbrochen von steinigen Stränden, und ist intensiver Brandung ausgesetzt.
Auf dem Höhenkamm in Küstennähe und auf Hochflächen im nördlichen Bereich dominiert offene Gras und Heide-Vegetation. In etwas geschützteren Lagen finden sich dichte Wälder, vorherrschend aus Eukalyptusbäumen bestehend. Deren Unterholz ist von dichtem Farnkraut überdeckt. Begünstigt durch die einzigartigen biogeografischen Bedingungen finden sich eine Reihe seltener Flechtenarten.
Die Region ist dünn besiedelt. Kleine Dörfer und einzelne Gehöfte finden sich vornehmlich in den Tallagen hinter der Bergkette.
Auf den offenen Hochflächen befinden sich ausgedehnte Windparks.

## Geologie

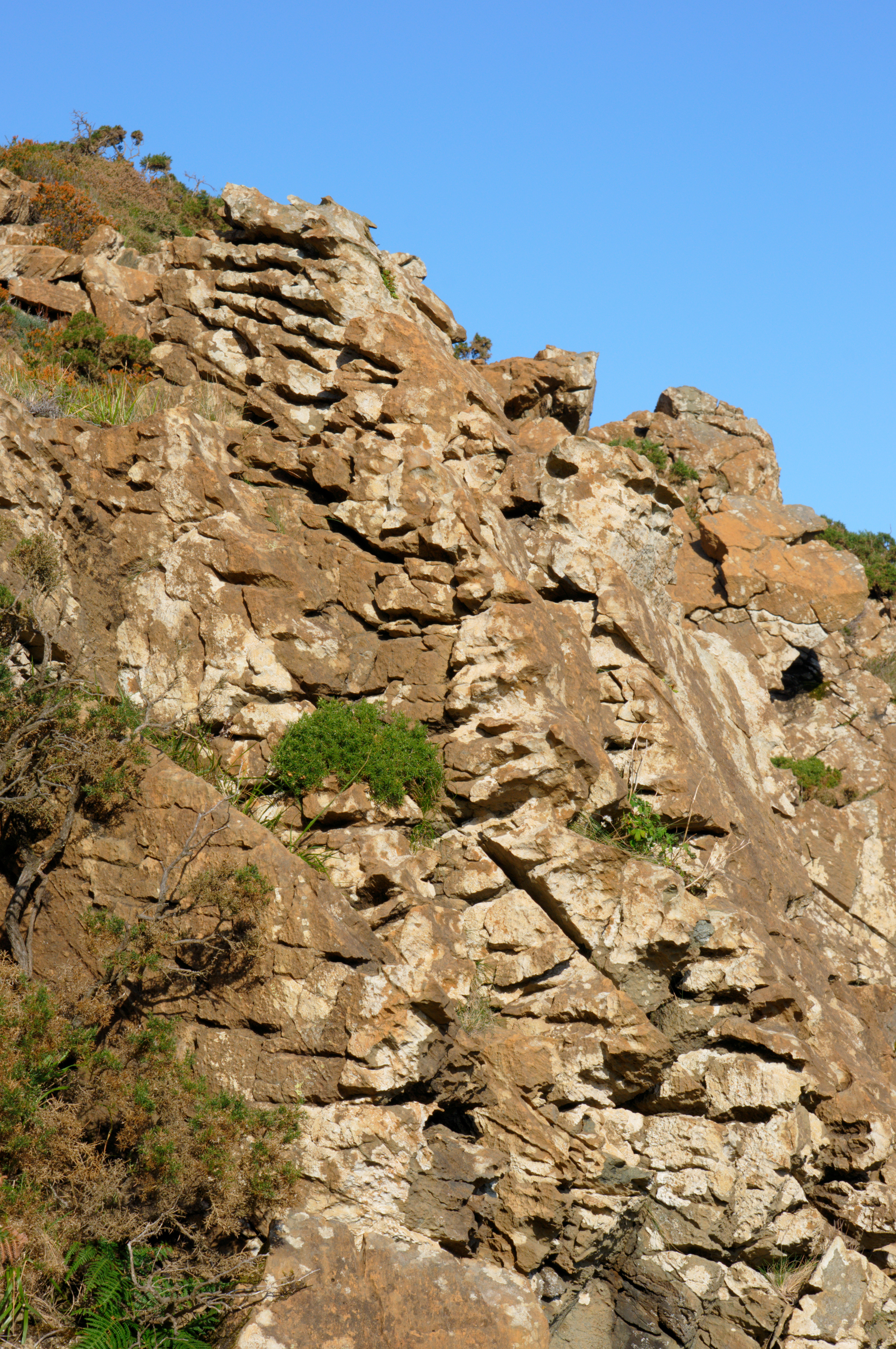
Serpentinische Verwitterung am Miradoiro San Andrés de Teixido

In der Capelada sieht man im Überfluss ultrabasisches Gestein, das andernorts selten vorkommt. Es ist Material aus dem Erdmantel in 70 km Tiefe, das durch das Aufeinanderstoßen zweier tektonischer Platten zutage gefördert wurde. Vorherrschend handelt es sich um Peridotite und Pyroxenite in graubraunen Farben. Ein Teil der ursprünglichen Mineralien, namentlich das Olivin, transformierten zu Serpentin, der seinerseits zu interessanten linearen Verwitterungsformen im Gestein führte, dem sogenannten serpentinischen Karst.
An der Steilküste lassen sich eine Reihe von Verwerfungen und prähistorischen Hangrutschungen beobachten.

## Landwirtschaft

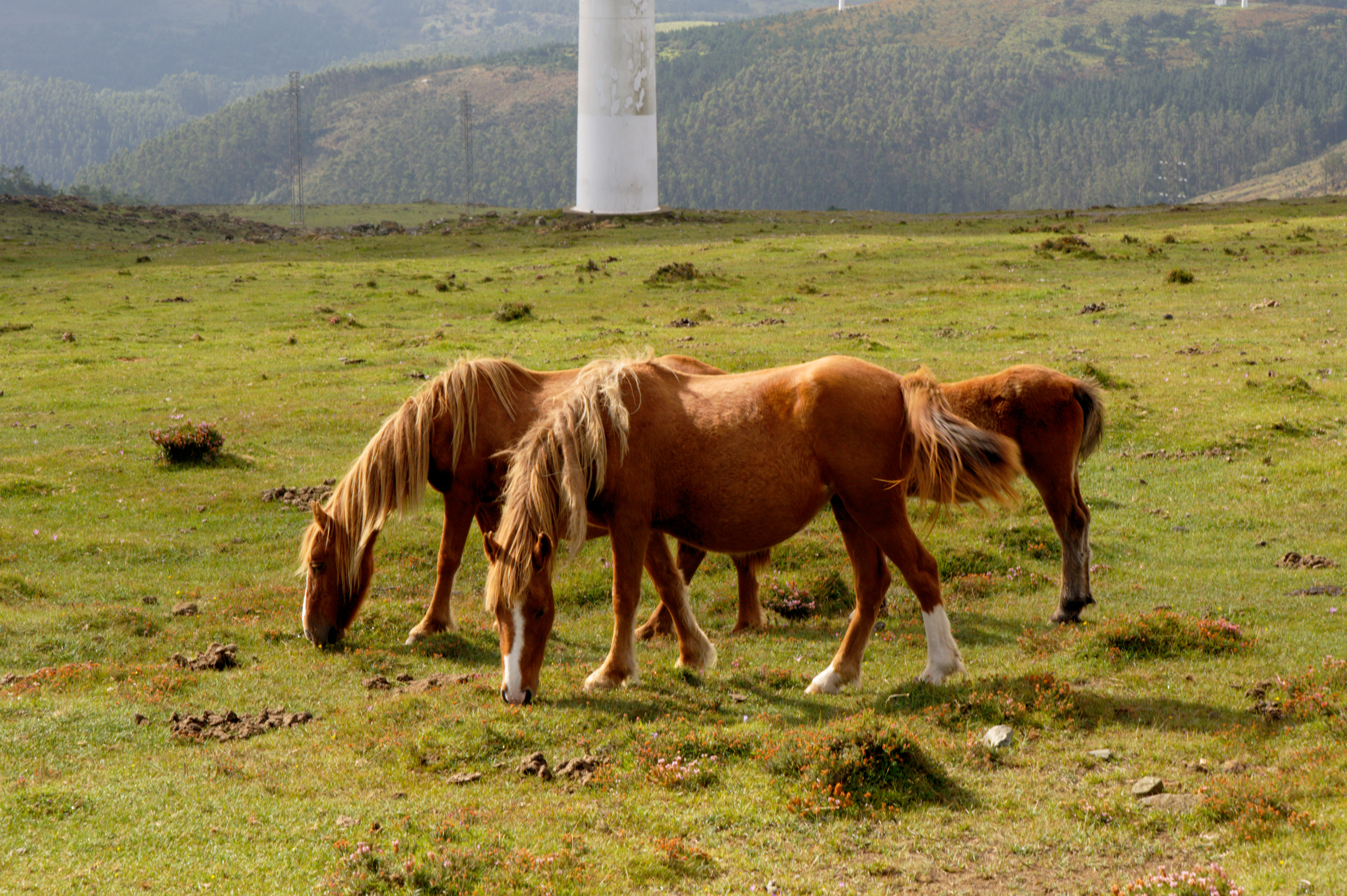
Freilebende Pferde

In den Tallagen in der Nähe der Ansiedlungen wird kleinteilige Feld- und Weidewirtschaft betrieben. In den offenen Höhenlagen findet extensive Tierhaltung statt. Dort stößt man immer wieder auf Gruppen frei weidender Rinder und Pferde.
Die Pferde werden nur einmal im Jahr, am vierten Sonntag im Juni, bei der Rapas das Bestas in einen Pferch zusammengetrieben. Einzelne Tiere werden zur Schlachtung aussortiert. Die anderen werden desinfiziert, ihnen werden Schwanz und Mähne gestutzt, und sie bekommen Brandzeichen, soweit noch nicht geschehen. Danach werden sie wieder in die Freiheit entlassen.

## Sehenswürdigkeiten
Eine Reihe von Aussichtspunkten und anderen Sehenswürdigkeiten säumt die Steilküste. Ausgehend von Cedeira sind dies:
- die Punta Sarridal westlich von Cedeira bietet einen Ausblick über die Bucht Ría de Cedeira und zur gegenüber liegenden Punta Robaleira.
- Im Wald etwas weiter nördlich befindet sich die Kapelle San Antonio do Corveiro.
- Der Leuchtturm an der Punta Candieira markiert die nördliche Ecke des Bergrückens, der die Ría de Cedeira nach Norden hin vom Ozean abschirmt.
- Die Wallfahrtskirche Santo André de Teixido ist von August bis November das Ziel vieler Pilger.[4]
- Westlich und östlich davon bieten die Aussichtspunkte Miradoiro de Santo André de Teixido und Cruzeiro de Teixido einen Blick von oben auf den Wallfahrtsort und auf die Steilküste. Große Schautafeln erläutern in Bildern und in drei Sprachen die außergewöhnliche Geologie der Region. Der sogenannte versteinerte Wald (bosque petrificado) am Miradoiro de Santo André zeigt skurrile Verwitterungsformen ultrabasischer Gesteine. Am Cruzeiro de Teixidelo erinnert eine Bronzeplatte an den Schauspieler Leslie Howard und an andere britische Opfer von Flugzeugabschüssen durch die deutsche Luftwaffe.
- An der Garita de Herbeira, auch Vixia Herbeira genannt, kann man aus 620 m Höhe die Felsabhänge hinunter zur schäumenden Brandung blicken. Richtung Süden öffnet sich der Blick über eine weite Hochfläche, besetzt von Windkraftanlagen, und über die Täler, Wälder und Hügelketten im Hinterland.
- Auf der verbleibenden Strecke von dort bis zum Cabo Ortegal bietet sich eine Reihe von weiteren Ausblicken über die Steilküste und über die Ría de Ortigueira mit der kleinen Hafenstadt Cariño.

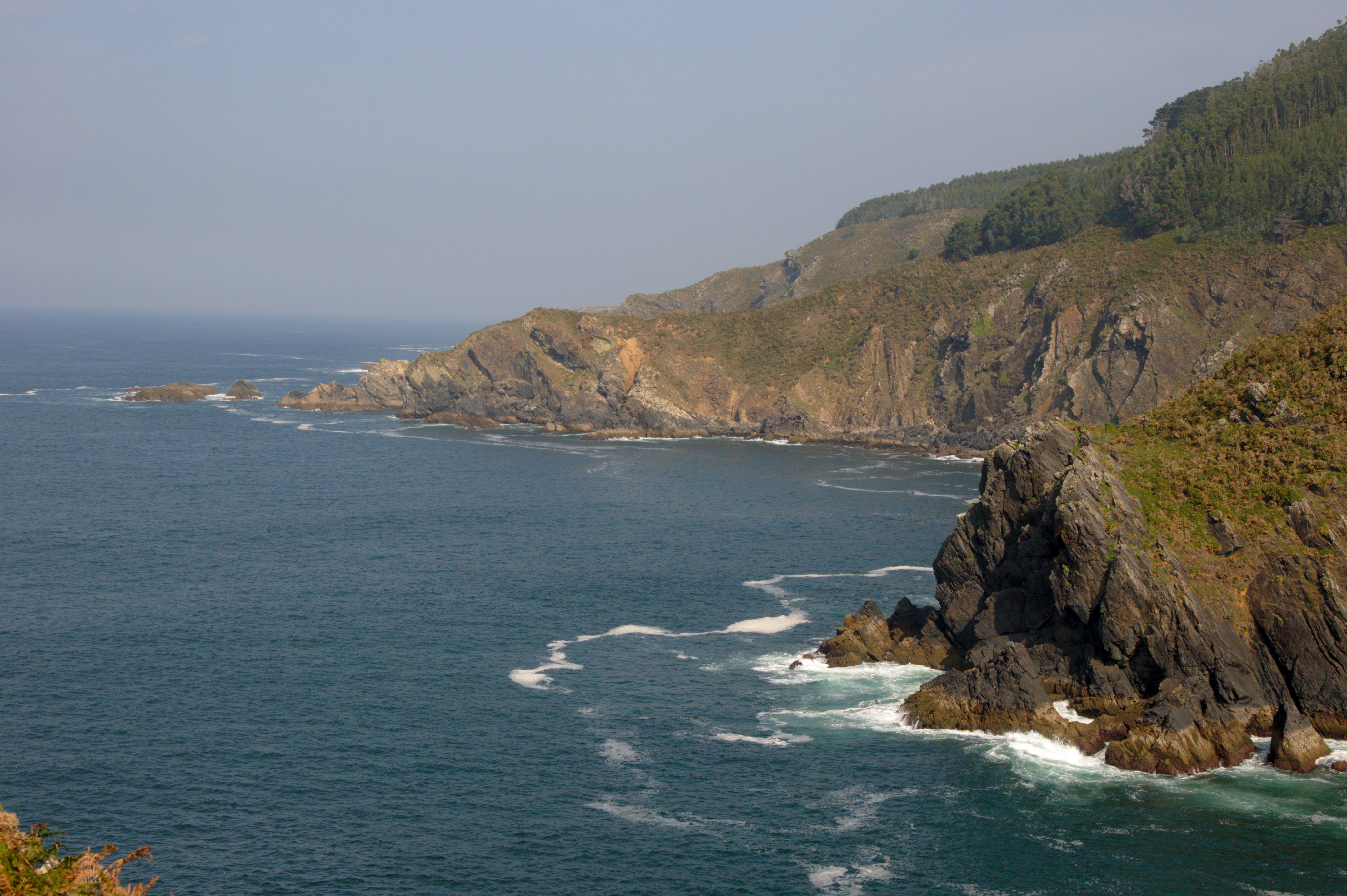
Felsen nördlich der Punta Sarridal
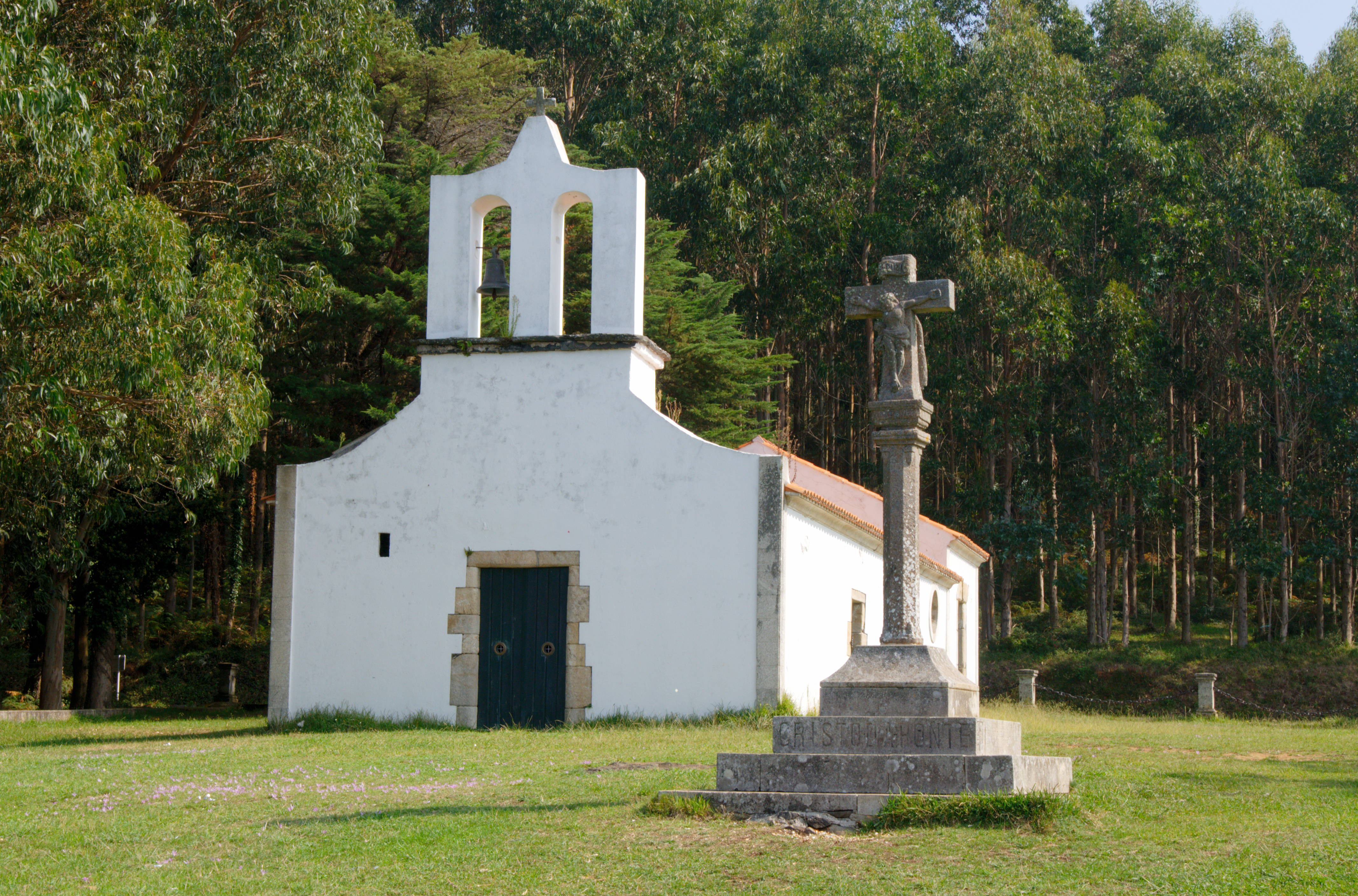
San Antonio do Corveiro
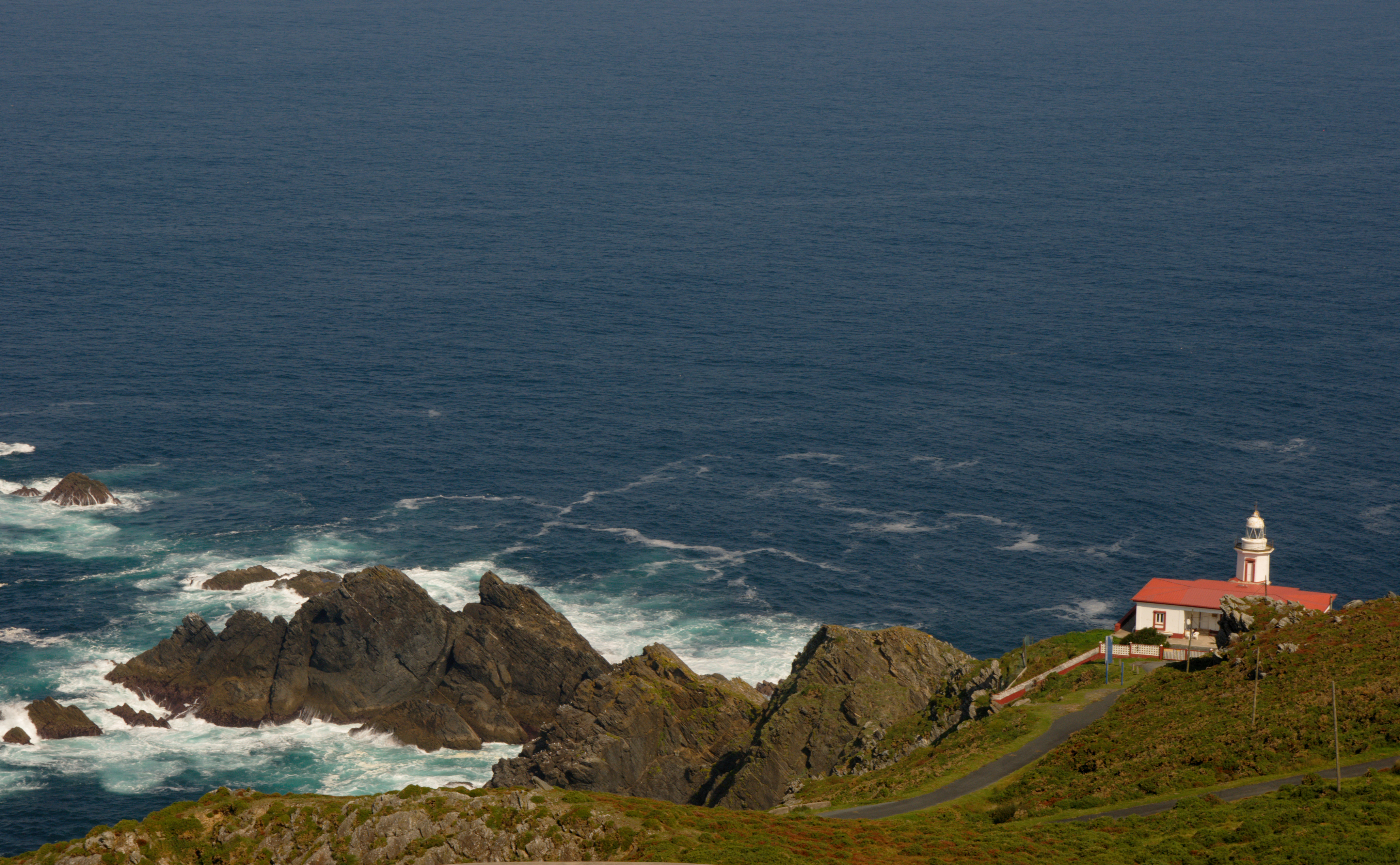
Punta Candieira
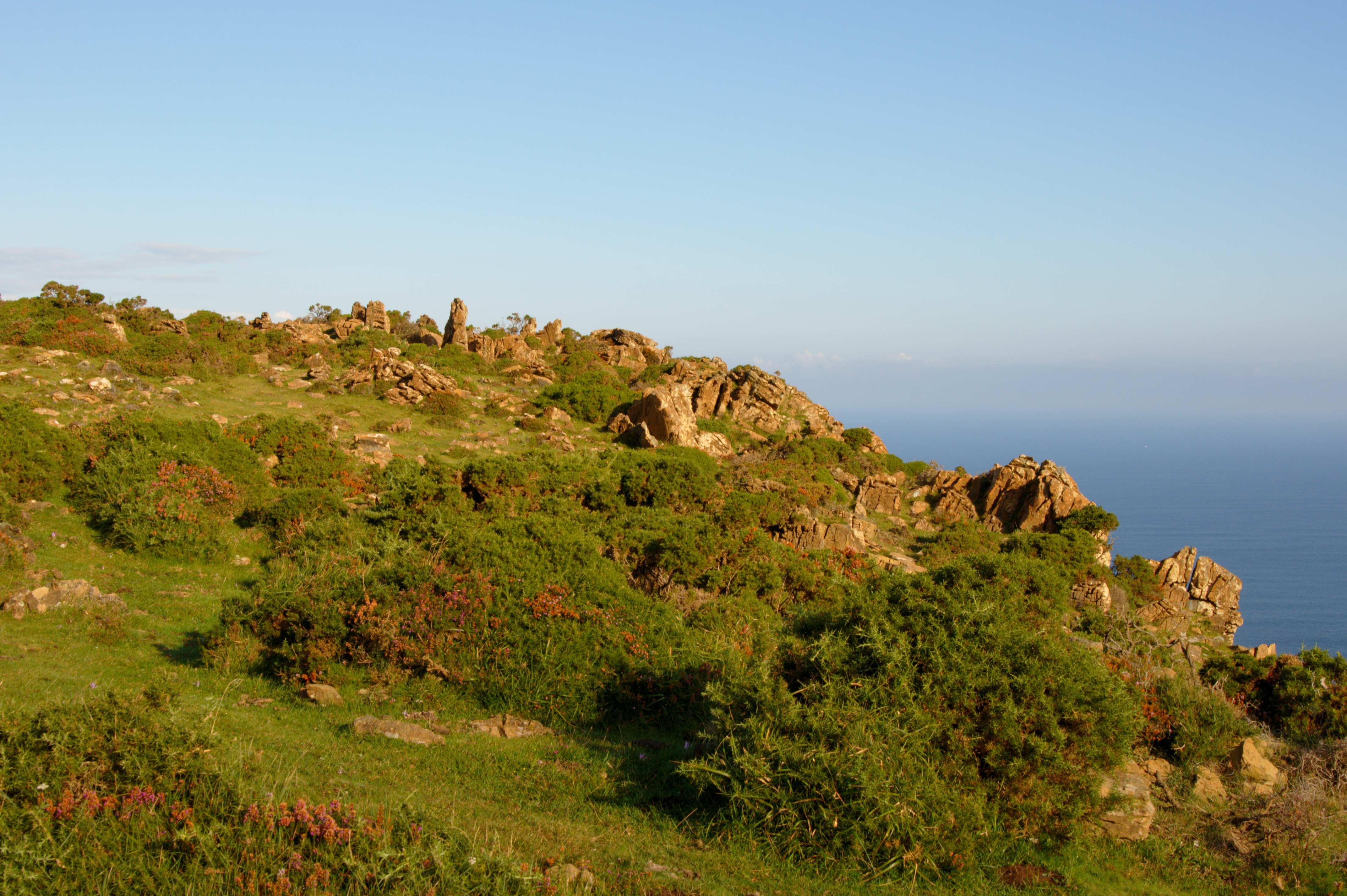
Versteinerter Wald am Miradoiro de Santo André de Teixido
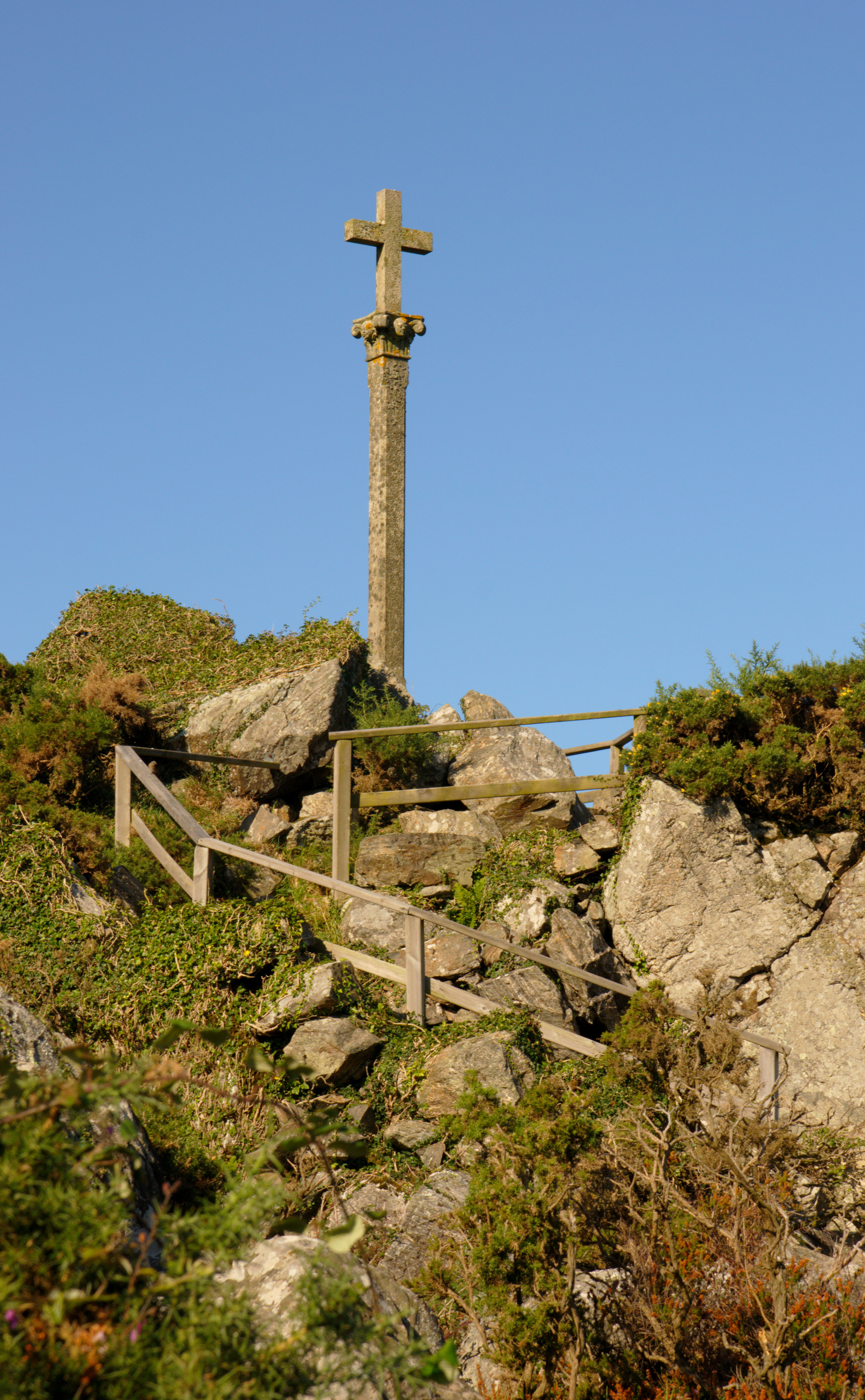
Cruceiro de Teixido
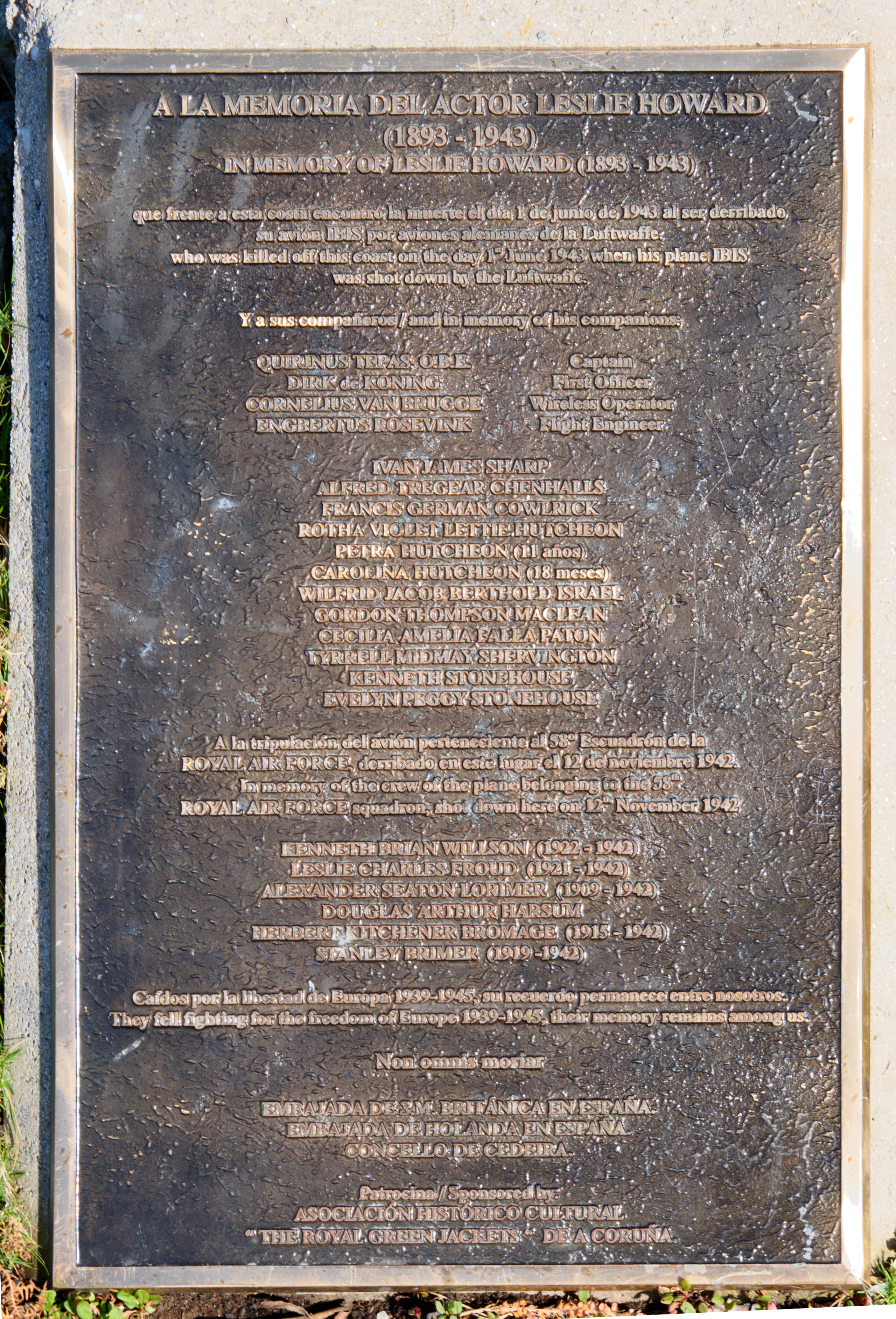
Erinnerungstafel am Cruceiro de Teixido
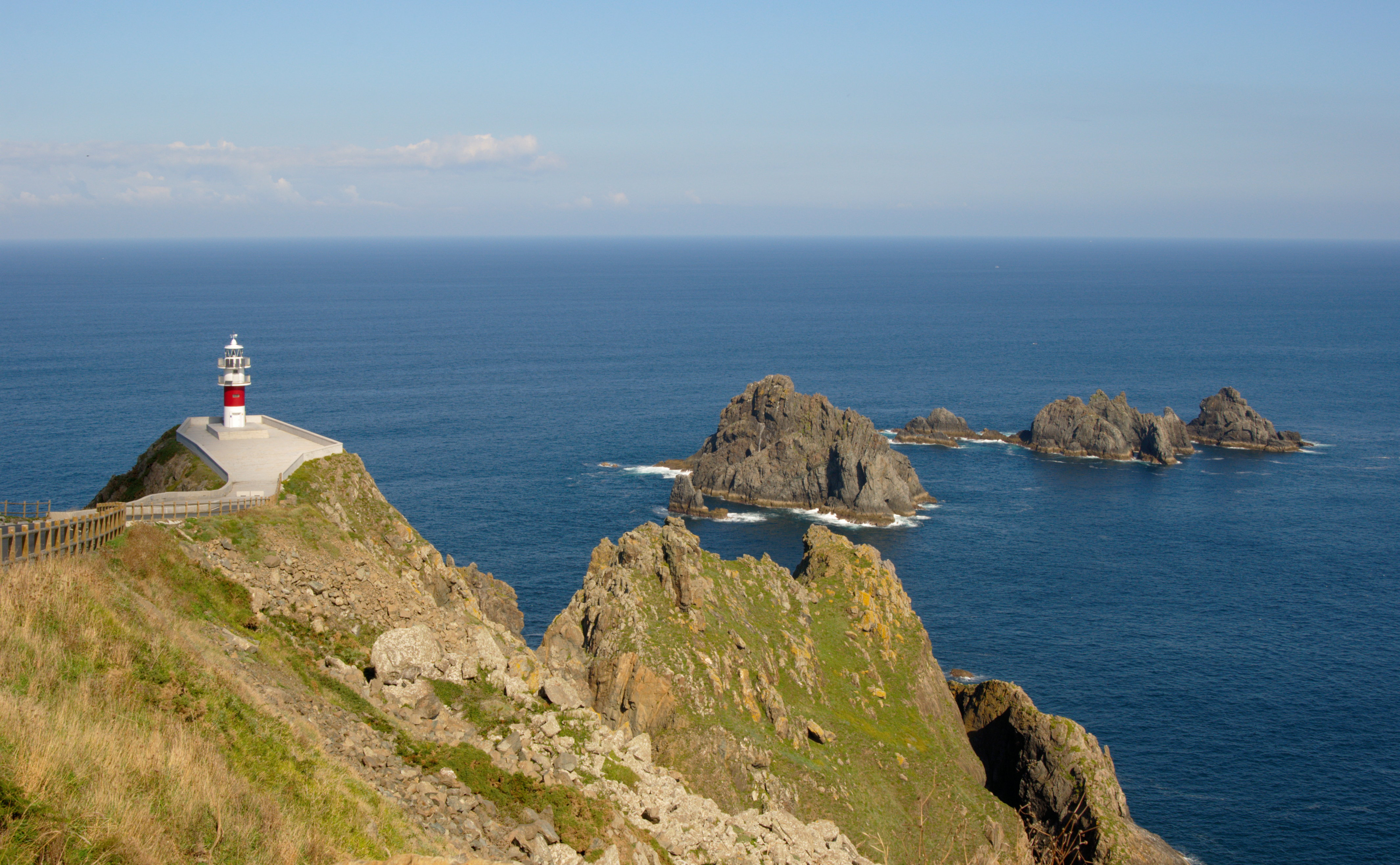
Kap Ortegal

## Verkehr
Die Serra ist von Cedeira her durch die Landstraße DP-2204 und von Cariño her durch die DP-2205 erschlossen. Zwischen dem Miradoiro de Santo André und Santo André de Teixido sind beide durch ein Stück schmale, asphaltierte Bergstraße verbunden. Eine Reihe schmaler, teilweise unbefestigter Bergstraßen führt von dieser Hauptverbindung in den Bergwald, zu Leuchttürmen und zu Aussichtspunkten.